# Nazitysklands militärt förvaltade territorier

Karta över Tyskland och dess ockuperade områden under sent 1942:
Tyska riket
Rikskommissariat
Militärt förvaltade territorier

Nazitysklands militärt förvaltade territorier, även kallade Militärförvaltningar (tyska: Militärverwaltung), var områden i Europa som stod under tysk militärockupation under andra världskriget. Dessa skiljde sig från rikskommissariaten i det avseendet att de lydde direkt under Wehrmacht och styrdes av militären medan rikskommissariaten var administrativa regioner styrda av politiska företrädare för det tyska nazistpartiet. Det var dock vanligt förekommande att militärförvaltningarna överlät en del av styret till lokala marionettregeringar. I de militärt förvaltade territorierna rådde krigsekonomi och krigslagar. Mellan 1939 och 1944 fanns totalt sju militärt förvaltade territorier.

## Lista över Nazitysklands militärt förvaltade territorier
- Militärförvaltningen i Belgien och norra Frankrike (1940–1944) (tyska: Militärverwaltung in Belgien und Nordfrankreich)
- Militärförvaltningen i Frankrike (1940–1944) (tyska: Militärverwaltung in Frankreich)
- Militärförvaltningen i Grekland (1941–1944) (tyska: Militärverwaltung in Griechenland)
- Militärförvaltningen i Luxemburg (1940) (tyska: Militärverwaltung in Luxemburg)
- Militärförvaltningen i Polen (1939) (tyska: Militärverwaltung in Polen)
- Militärförvaltningen i Serbien (1941–1944) (tyska: Militärverwaltung in Serbien)
- Militärförvaltningen i Sovjetunionen (1941–1944) (tyska: Militärverwaltung in der Sowjetunion)